# Dufrenoya longicuneata
Dufrenoya longicuneata är en tvåhjärtbladig växtart som beskrevs av Hans Ulrich Stauffer. Dufrenoya longicuneata ingår i släktet Dufrenoya och familjen Amphorogynaceae. Inga underarter finns listade i Catalogue of Life.